# 松江イングリッシュガーデン

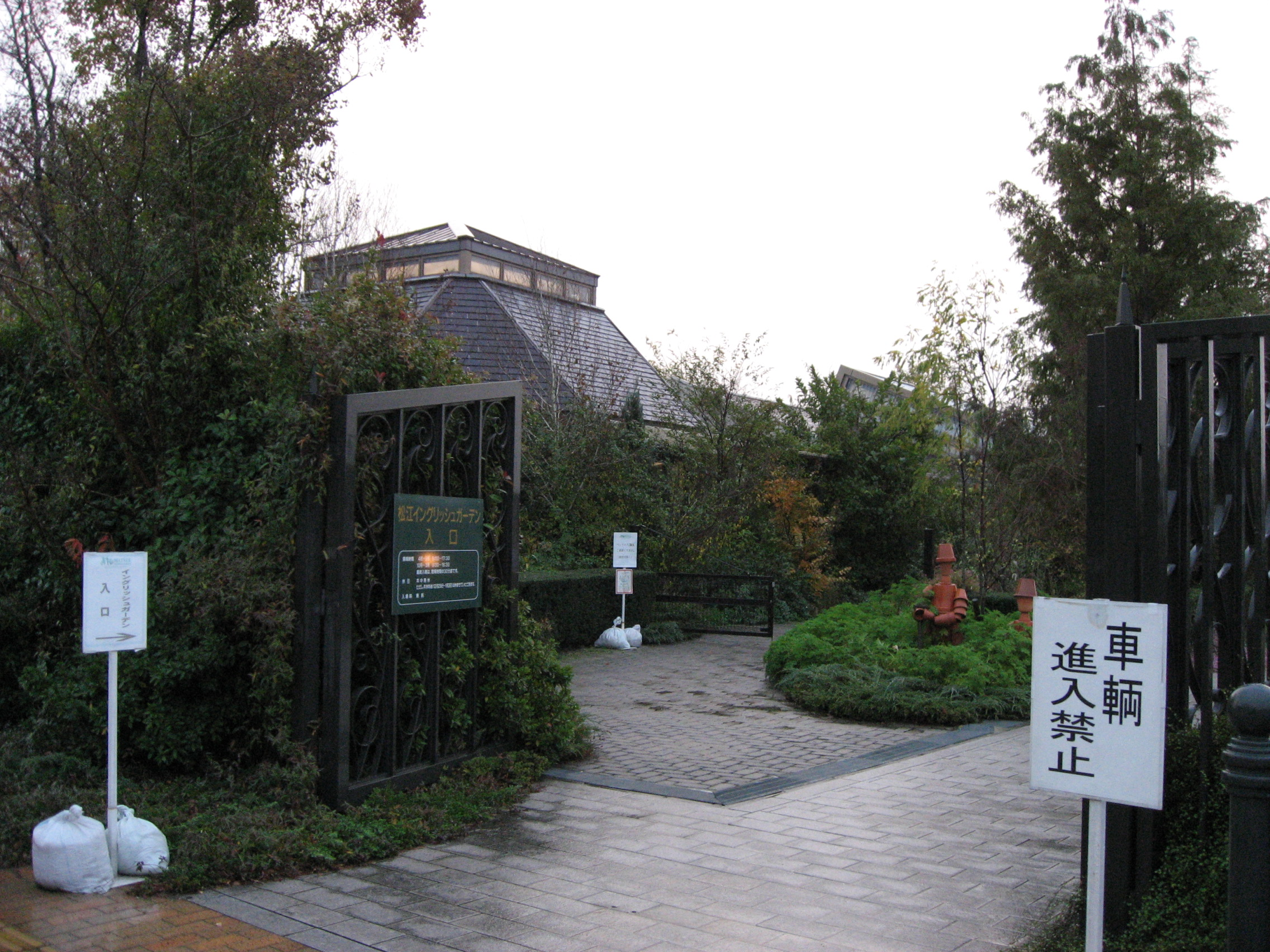
入口（2008年11月）

松江イングリッシュガーデン（まつえイングリッシュガーデン）は、島根県松江市西浜佐陀町にある庭園。

## 概要
日本でも有数の本格的イギリス式庭園で、英国人庭師キース・ゴット（Keith Gott）をヘッドガーデナー（監修）として迎えている。19世紀から20世紀における代表的な庭園様式に基づいており、「フォーマル・ガーデン」と「インフォーマル・ガーデン」という二つの対立する様式が混在するように配置されている。
元はルイス・C.ティファニー庭園美術館と合わせて松江ウォーターヴィレッジを成していたが、同美術館は所有者である堀内不動産と松江市との対立のために閉館となり、イングリッシュガーデンのみが残った。美術館の閉館後はイングリッシュガーデンに隣接して結婚式場が設けられたが、イングリッシュガーデンは改装工事が長引いているため休園が続いている。

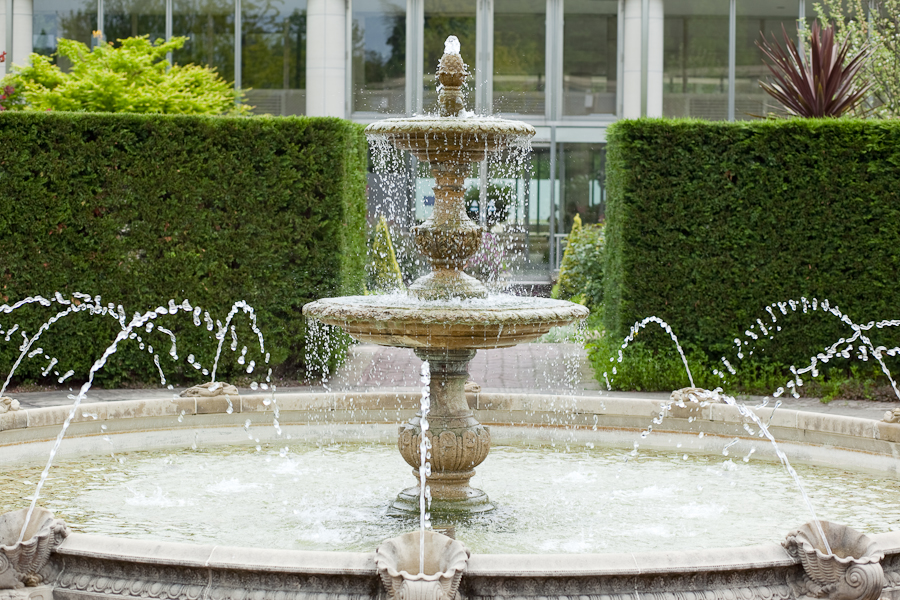
園内にある噴水（2009年5月）
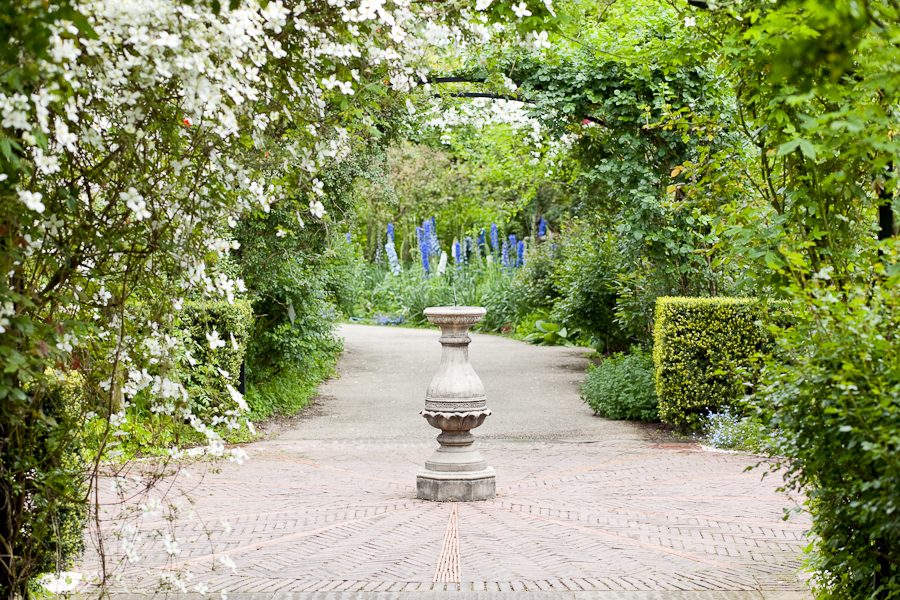
通路の例（2009年5月）

## 施設

### 現在

#### イングリッシュガーデン
改装工事が続いており、開園のめどは立っていない。

#### コリドールコート
民間企業への売却後に設けられた結婚式場（※園の売却から開業に至る経緯は後述）。
（園内の簡略図：）

### 過去

#### ルイス・C.ティファニー庭園美術館
アメリカにおけるアール・ヌーヴォーの第一人者、ルイス・C・ティファニーの作品を展示する美術館。松江市の誘致で2001年（平成13年）に開館したが、2007年（平成19年）3月31日をもって閉館した。堀内不動産（美術館の運営者）は閉鎖した理由として下記の5つを挙げ、批判する文章を庭園美術館の公式サイト（閉鎖済み）で公開していた。
庭園美術館が閉鎖した理由
1. 信頼関係を壊す
2. 美術館の基盤を壊す
3. 諸約束事の反故
4. 借り上げ方式を強いる
5. 入場方式の改正を拒否

その後、「美術館誘致をめぐる不条理劇の顛末」と題した検証資料が庭園美術館の公式サイト（閉鎖済み）で公開された。こちらは「地方分権礼賛への警鐘」（序章）・下記の6章・「未来に夢を」（終章）とその後の動きをまとめたものであり、後日談として「最高裁への上告は棄却となり確定」と「松江市、土地を返還せず現在も不法占有」の2項が設けられている。
美術館誘致をめぐる不条理劇の顛末
1. 松江市と美術館の建設合意へ
2. にわかに訪れた状況の悪化
3. メディアの誤報はどうして起きたか
4. 松江市の背信と裁判の問題点
5. 新市長、理不尽な契約を強いる
6. 真実を求めて

## 民間への売却
2018年（平成30年）11月21日に結婚式場を運営する「ブライダルギャラリー・ノバ」への施設売却が報じられた後、同年11月28日から開かれた11月松江定例市議会を経て施設売却が正式に決定した。同施設の運営は2019年（平成31年）4月1日から前述した業者に売却された後、同年（令和元年）11月に結婚式場が開場した。施設売却後は手入れをしていないことに関し、市民から「変わり果てた姿に愕然した」という旨の苦情が知事投書箱に寄せられている。

## アクセス
鉄道
- 一畑電車北松江線松江イングリッシュガーデン前駅下車、徒歩5分[10]。  - ※最寄駅の旧「古江駅」は、2001年（平成13年）の美術館の開館に伴い「ルイス・C.ティファニー庭園美術館前駅」と改称され、2007年（平成19年）の閉館時には松江イングリッシュガーデン前駅に改称された。

バス
- JR山陰本線松江駅から市バス。「松江イングリッシュガーデン」停留所下車[11]。

自動車
- 山陰自動車道宍道ICから約30分、JR松江駅から約15分、出雲空港から約40分[10]。